# 汀溪窑址
24°47′46″N 118°08′04″E / 24.79611°N 118.13444°E
汀溪窑址位于中国福建省厦门市同安区汀溪镇汀溪水库库区，1961年被列为福建省文物保护单位。
汀溪窑于1956年修建水库时被发现，经故宫博物院陈万里考证，认为系“珠光青瓷”产地。现已发现相对独立的遗物堆集11处，主要分布在库区南部西岸及西南部山凹等处，以南部西岸堆积最为丰厚，面积约4万平方米，发现龙窑残基8处。
汀溪窑产品以青瓷、白瓷及青白瓷为主，并有少量黑釉及酱釉瓷，延烧宋元两代，是宋代南方青瓷窑址的重要代表，也是当时主要的外销瓷窑址之一。